# Louis Köhler
Christian Louis Heinrich Köhler (født 5. september 1820 i Braunschweig, død 16. februar 1886 i Königsberg) var en tysk musiker.
Köhler var i Wien elev af Sechter og Seyfried samt i klaverspil af Bocklet og slog sig 1847 ned i Königsberg, hvor han grundede en egen skole for klaverspil og musikteori. Köhlers kompositionsvirksomhed (der omfattede operaer, korværker med mera) er uden betydning; derimod vandt han sig et anset navn som klaverlærer og klaverpædagogisk skribent. I denne sin egenskab har Köhler, der er blevet kaldt "Czernys elev", ligesom denne udgivet en række arbejder til brug ved studiet af klaverspil, således Systematische Lehrmethode für Klavierspiel und Musik (1856—58, 3. oplag 1882), Führer durch den Klavierunterricht (1858), Der Klavierfingersatz (1862), Der Klavierunterricht, Studien und Erfahrungen (1860), Brahms und seine Stellung in der neueren Klavierliteratur (1880) og mange andre, deriblandt adskillige etuder.